# Cyclophiline B
La cyclophiline B est une protéine appartenant à la famille des cyclophilines ayant une activité de Peptidyl prolyl isomérase. Son gène est le PPIB situé sur le chromosome 15 humain.
Il est exprimé dans tous les tissus et présente une homologie avec la cyclophiline A d'environ 65%.

## Rôles
Comme les autres peptidyl prolyl isomérases, elle permet la transformation de certaines protéines de la forme trans à la forme cis, modulant leur activité.
Elle possède une activité mitotique inhibée par la ciclosporine.
Elle participe à la stabilité du réticulum endoplasmique, à la synthèse des ribosomes et à la transcription de l'ARN. Elle intervient dans le signal calcique. Elle interagit avec la prolactine en augmentant son expression. Elle inhibe la transcription du TNF-alpha, diminuant ainsi la réponse inflammatoire. 
En activant le système ERK, elle contribue à la protection des cellules hépatiques contre le stress oxydatif.

## En médecine
Une mutation du gène cause une forme d'ostéogenèse imparfaite.
Elle jouerait un rôle dans la genèse du cancer du sein.
Elle favoriserait la prolifération de certains types de virus de l'hépatite C.